# Noémie Kocher
Noémie Kocher (Losanna, 18 novembre 1969) è un'attrice e sceneggiatrice francese.

## Biografia
Noémie Kocher è cresciuta in Canada e in Svizzera. Si trasferisce a Parigi dove si è formata come attrice al Cours Florent.
Inizia la sua carriera nei primi anni '90 come attrice recitando per il cinema e per la televisione in vari paesi, in Francia ha recitato anche a teatro.
Nel 1998 è la protagonista del film La signora del gioco, diretto da Anna Brasi. Dal 2007 affianca alla recitazione l'attività di sceneggiatrice. 
Per il lungometraggio 1 Journée ha ricevuto la nomination per la migliore sceneggiatura nel 2008 per il Premio del cinema svizzero.
Nel 2018 scrive la sceneggiatura della serie televisiva Dévoilées di Jacob Berger interpretata da Marthe Keller, Julie Gayet e Lola Créton.

## Filmografia parziale

### Attrice

#### Cinema
- Niklaus & Sammy, regia di Alain Bloch (1991)
- L'honneur de la tribu, regia di Mahmoud Zemmouri (1993)
- La signora del gioco, regia di Anna Brasi (1998)
- Aime ton père, regia di Jacob Berger (2002)
- 1 Journée, regia di Jacob Berger (2007)
- Des amours, désamour, regia di Dominic Bachy (2017)
- Happy Face, regia di Alexandre Franchi (2018)

#### Televisione

##### Serie TV
- Il comandante Florent (1998)
- Julie Lescaut (1996-2008)
- Alice Nevers - Professione giudice (1999)
- Joséphine, ange gardien (2009)
- Agathe Koltès (2016)
- Über die Grenze (2017-2020)
- La Garçonne (2020)

### Sceneggiatrice
- 1 Journée, regia di Jacob Berger (2007)
- Le Temps d'Anna, regia di Greg Zglinski (2016)
- Dévoilées, regia di Jacob Berger (2018) - serie TV
- Quartier des Banques (2018-2020) - serie TV